# Владимировка (Якутия)
Владимировка — село на территории городского округа «город Якутск» Республики Саха (Якутия) России. Входит в состав Хатасского наслега. Население — 158 чел. (2021).

## География
Владимировка находится в Центральной Якутии, в юго-восточной части городского округа «город Якутск», в долине Туймаада, на левом берегу р. Лены, у озёр Чонкой, Табага. Граничит с Табагинским наслегом и микрорайоном Пригородный. Находится в 22 км к югу от г. Якутска, расстояние до центра наслега села Хатассы составляет 7 км.
Климат
Климат, как и по всему городскому округу — резко континентальный с длинной и суровой зимой (средняя температура января — около −40 °C) и коротким, но жарким летом (средняя температура июля — 19 °C). Характерны небольшое количество осадков в течение всего года (при этом большее количество осадков приходится на тёплое время года) и сухой воздух, особенно летом.

## История
Деревня была образована в 1898 году переселенцами из Минусинского уезда Енисейской губернии, прибывшими в августе 1897 года по приглашению губернатора Якутской области Владимира Скрипицына.
Согласно Закону Республики Саха (Якутия) от 30 ноября 2004 года N 173-З N 353-III село Владимировка вошло в образованное муниципальное образование Хатасский наслег.

## Население
| 2002 | 2007 | 2010 | 2015 | 2021 |
| ---- | ---- | ---- | ---- | ---- |
| 204  | ↘191 | ↘127 | ↗132 | ↗158 |

Национальный состав
Согласно результатам переписи 2002 года, в национальной структуре населения русские составляли 63 % от общей численности населения..

## Инфраструктура
Лесохозяйственное предприятие, имеются учреждения здравоохранения и торговли По состоянию на начало 2022 года ни одно из этих предприятий более не работает.

## Транспорт
Проходит автодорога регионального значения Покровский тракт.
Добраться можно на автобусе № 101 «Якутск-Старая Табага» с городского автовокзала. 